# انتفاضة نوفمبر

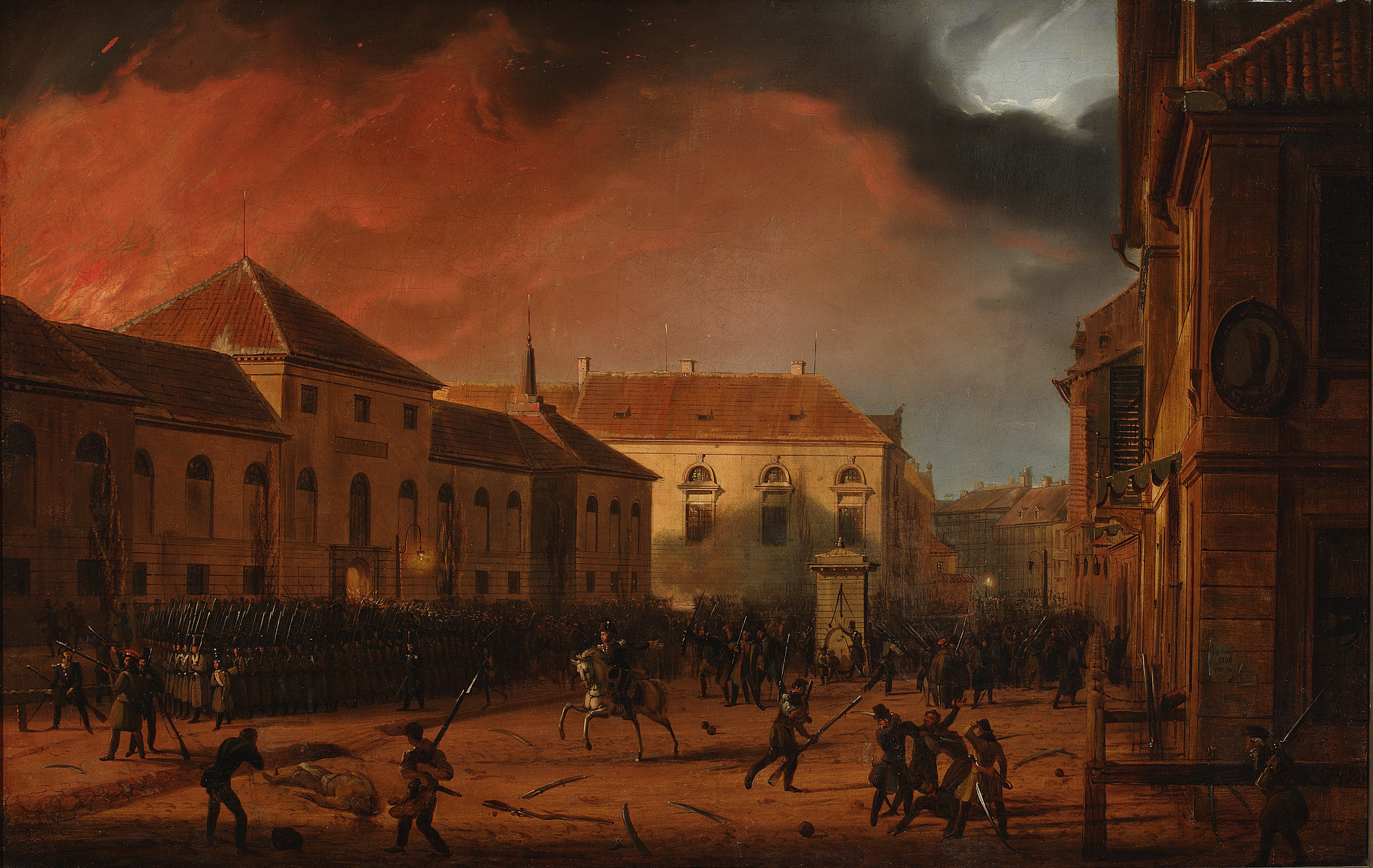
سقوط ترسانة وارسو، لوحة للرسام مارتسين زالسكي

انتفاضة نوفمبر (1830–1831) كانت عصيانًا متمردًا مسلحًا ضد حكم الإمبراطورية الروسية في بولندا.
بدأت الانتفاضة في 29 نوفمبر 1830 في وارسو، عندما قام ضباط صغار السن في الأكاديمية العسكرية التابعة للجيش الإمبراطوري الروسي في تلك المدينة بالانتفاضة بقيادة بيوتر فيسوتسكي، كرد فعل على أنباء عن خطة روسية لاستخدام الجيش البولندي لقمع ثورة يوليو في فرنسا والثورة البلجيكية. وقد انضم إلى الضباط تباعا الكثير من شرائح المجتمع البولندي كما امتدت الثورة بعدها إلى مناطق في ليتوانيا وبروسيا وأوكرانيا.
على الرغم من بعض النجاح الذي حققته الانتفاضة محليا، إلا أنها في النهاية قضي عليها بواسطة الجيش الروسي المتفوق عدديا تحت زعامة القائد العسكري إيفان باسكيفيتش في عهد الإمبراطور نيكولاي الأول، وانتهت في أكتوبر 1831.
من نتائج انتفاضة نوفمبر هجرة الكثير من البولنديين إلى فرنسا، أحدهم الموسيقي الشهير فريدريك شوبان، وبالتالي تقوية العلاقات الفرنسية-البولندية.